# Kathryn Fudge
Kathryn Louise Fudge (* 10. November 1989 in Bury, Vereinigtes Königreich) ist eine ehemalige britische Handballspielerin, die für die britische Nationalmannschaft auflief.

## Karriere
Fudge übte anfangs die Sportarten Hockey, Football und Basketball aus. Fudge begann das Handballspielen, nachdem sie am Casting der britischen Handballnationalmannschaft für die Olympischen Spiele 2012 teilgenommen hatte. Ab Januar 2008 begannen weitere Trainingsmaßnahmen mit 50 weiteren Kandidaten. Nachdem die Rechtshänderin in die engere Auswahl gekommen war, setzte sie ihre Ausbildung an einem dänischen Handball-Gymnasium fort. Als der britische Handballverband acht Monate später die dortige Ausbildungskosten nicht mehr tragen konnte, besuchte sie eine Sportschule in der Umgebung von Oslo, wobei der Schulbesuch von ihrer Mutter finanziert wurde. Weiterhin sammelte sie zweieinhalb Jahre Spielpraxis beim norwegischen Drittligisten Asker SK.
Fudge belegte mit der britischen Mannschaft den zwölften Platz beim olympischen Handballturnier 2012. Die Rückraumspielerin erzielte in den fünf Turnierspielen insgesamt acht Treffer.
Ab dem Jahr 2012 stand sie beim Schweizer Erstligisten LC Brühl Handball unter Vertrag. Mit dem LC Brühl Handball gewann sie 2017 und 2019 die Schweizer Meisterschaft sowie 2016 und 2017 den Schweizer Cup. Fudge beendete im Jahr 2021 ihre Karriere. Während ihrer Zeit beim LC Brühl Handball erzielte sie 906 Treffer in 223 Erstligaspielen.

## Privates
Kathryn Fudges Karriere im Schweizer Handball wurde durch Christian Ramota unterstützt, in dessen Fastfoodrestaurant sie arbeitete.